# ローバー・P6
ローバー・P6（排気量により2000、2200ないし3500と呼ばれた）は、ローバーが製造していた中型乗用車。
1963年から77年まで英国ウェスト・ミッドランズ州ソリハルで生産され、当時のローバーの主力車種であった。1964年には最初のヨーロッパ・カー・オブ・ザ・イヤーに選ばれている。

## 概要

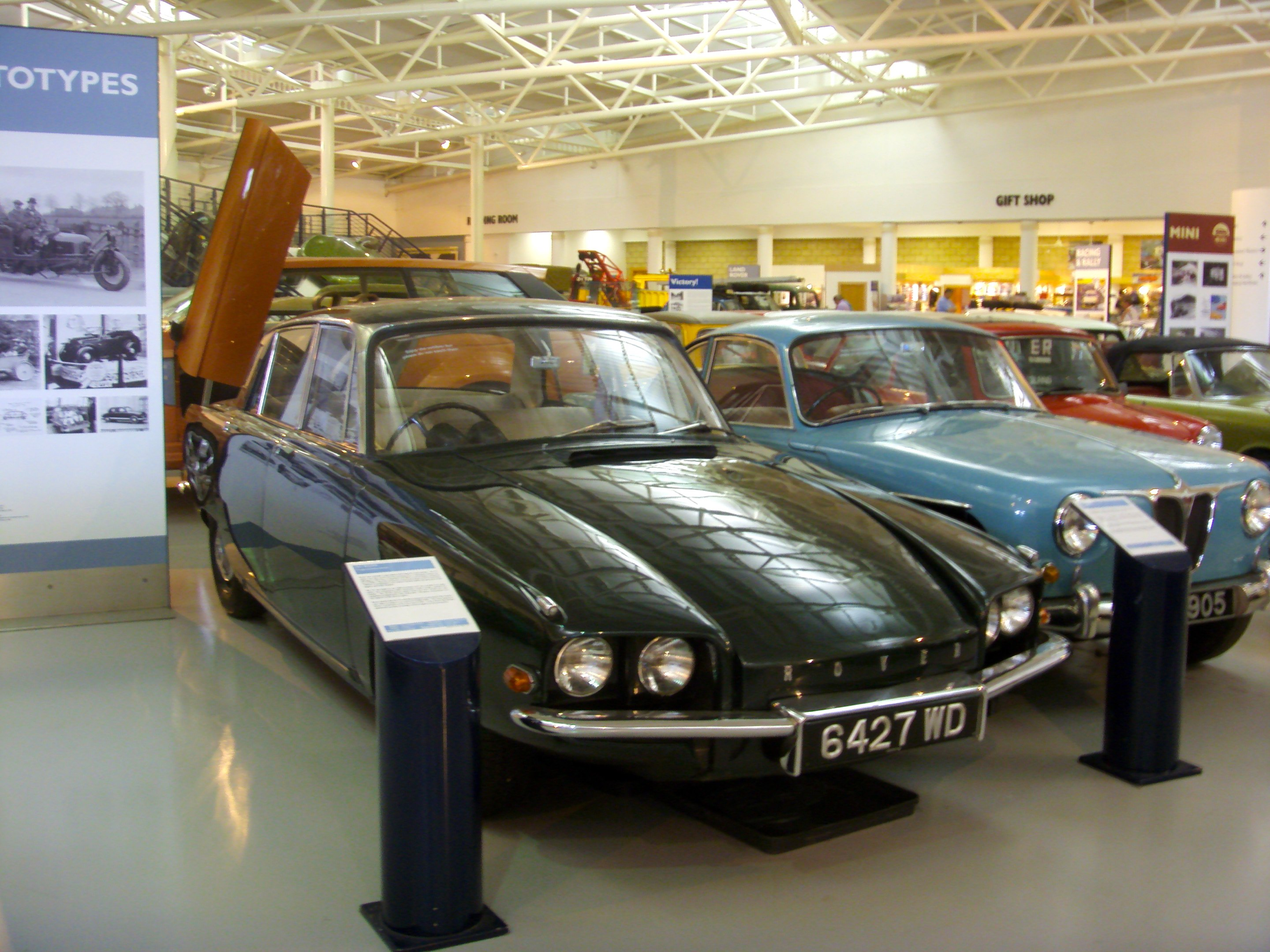
前身となったガスタービン車

1950年代初頭からローバーの主力中型車として長年生産され、"Auntie Rover"(ローバーおばさん）というニックネームで親しまれたP4系の後継車種として開発された。
P4は鈍重なボディスタイルと観音開きドアが特色で、最高出力によってローバー75に始まり110まで発展。品質こそ高かったが設計は徹底して保守的だった。
P6は英国車の中でも特に保守的な「ローバーおばさん」の後継としては異例なほど進歩的な設計で、シトロエン・DSの影響も随所に伺われたため、今度は製造工場にちなんで「ソリハル製シトロエン」というニックネームを得ることとなった。シトロエンは第二次世界大戦後も長らく英国内のスラウに英国市場向け工場を有し、右ハンドル仕様のシトロエン車を生産していた。P6のニックネームはそのあたりの機微も踏まえたものと言える。
P6の内容はこの時代のイギリス製乗用車の中でも突出したもので、高剛性モノコックボディにストロークの大きなサスペンションと四輪ディスクブレーキ（後輪インボード式）を組み合わせ、高速型のギアリングを採用することで、操縦性と高い巡航性能確保を狙っていた。サスペンション回りの設計の高度さは当時の金属スプリング車としては特異なもので、ド・ディオンアクスルによるリアサスペンション（これによりインボードブレーキの採用が可能となった）、そして当時ローバーが開発中だったガスタービンエンジンの搭載を想定し、極度に凝ったレイアウトのフロントサスペンションを備えていた。ガスタービン車の開発は頓挫したものの、その結果得られた広いエンジンベイは1968年にGM・ビュイック設計のV8エンジンを搭載する際に大いに役立つことになる。またこの時代の自動車としては先進的な、全席シートベルトの標準装備も特長であった。
主任設計者はスペン・キング（Spen King ）、デュアルヘッドライトの3ボックス・4ドアという常識的レイアウトながらP4より全高が24 cmも低いスマートなデザインはデビッド・ベイチュの作品である。このコンビは13年後に登場する後継車SD1の設計にも携わることになる。

## 歴史

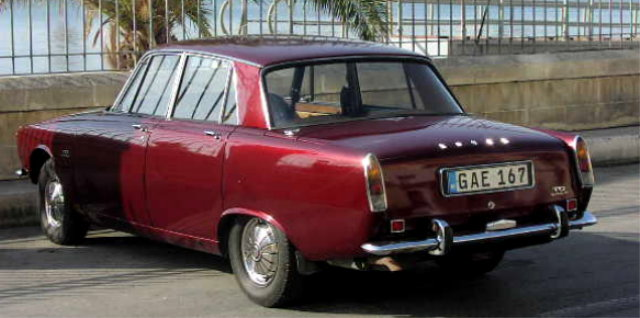
1966-70年2000TC。トランク周りこそ英国車的な保守寄りデザインであるが、細身に仕上げられたモダンなルーフ周りや幅広のCピラー、頂部がフェンダーに覆われた後輪は、シトロエンDSを想起させる

### 2000
デビュー当初のP6は2,000cc 90馬力シングルキャブエンジンを搭載していたが、アンダーパワーであると評された。66年にはツインキャブ103馬力の2000TCが追加され、標準モデルは2000SCと呼ばれることになった。またSCをベースとした3速オートマチックモデルも用意された。2000は1973年に2200に取って代わられるまでの間、208,875台が生産された。

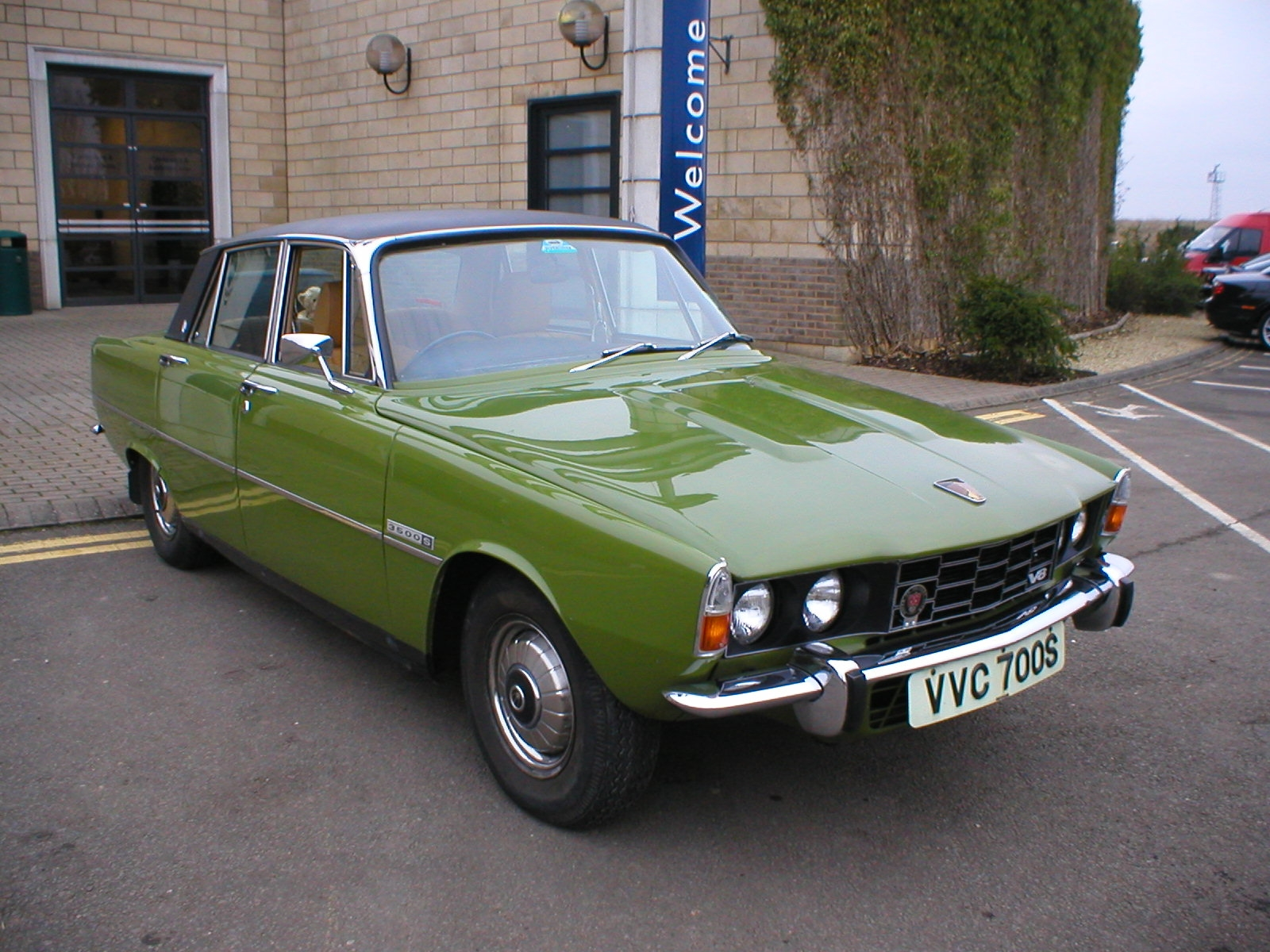
最終生産車となった1977年製3500S「VVC700S」

### 3500
ローバーは高いポテンシャルを持つP6の動力性能を更に高めることで、英国内のライバルであったトライアンフ・2000との差別化を進め、かつ厳しくなりつつあった米国の排気ガス規制に対応しようと考えた。
そこでローバーは、1960年代初頭にGMがビュイック・スペシャル向けに開発したオールアルミの215型ユニットに着目、米国ではあまりに進歩的であったため不振に終わったこのエンジンの製造権を譲り受けた。このローバー・V8エンジンは比較的軽量かつコンパクトで、P6にも大きな変更を加えず搭載することができたが、ラジエータキャパシティ拡大の関係からフロントノーズの開口部は拡大された。
このV8は欧州車に搭載するパワーユニットとしては強力でもあり（その代わり燃費は論外であったが）、ローバーにおいて熟成され、ローバー系上級モデル向けの汎用エンジンとして非常な長命を保つことになった。当時のP6はもとより、在来型でより上級のP5B、後継型のSD1、更には1990年代のランドローバー・レンジローバーやランドローバー・ディスカバリーにまで継承されたのである。
V8モデルはローバー3500と称され、1968年にデビューし、1977年までに8万1057台が生産された。当初はオートマチック仕様のみであったが、4速マニュアルの3500Sも追加された（米国向け3500SはAT仕様で、派手なホイールやボンネットのエアスクープ、パワーウインドウ等を装備する別モデルであった）。
1967年、ローバーはレイランドに買収され、さらに1968年には合併によって同社がブリティッシュ・レイランドとなるに至って、同クラスのライバルであったトライアンフ・2000/2500とは同一企業内の併存モデルとなった。両ブランドは1977年にSD1が登場するまで並行生産され、市場を分け合ったが、企業合同による方針の混迷や、当時の英国に蔓延したストライキや労働意欲の低下による品質悪化など、英国自動車産業の低迷の悪影響は、P6にも容赦なく襲いかかることとなる。
1970年に受けたマイナーチェンジによりシリーズ2に移行した際には、メーターパネルの刷新など改良点も少なくなかったが、まるで阿弥陀くじのような奇妙なデザインのオーバーデコレートなフロントグリルを与えられた。

### 2200
2000系は1973年に2200SC/TCに発展した。このエンジンは2,000ccをボアアップしたもので、徐々に強化された欧州の排気ガス対策に対応するための拡張であった。2200は1977年3月19日に最後の一台がラインオフするまで32,370台生産された。

## 日本におけるP6
ローバーP6は当初、当時の日本総代理店であったコーンズが輸入、販売した。輸入台数は1960年代を通じて100台にも満たなかった。
また、4気筒モデルの輸入は2200のデビューとともに中断してしまう。これは労働争議に悩んだブリティッシュ・レイランド（BLMC）には日本市場向け排気ガス対策に対応する余裕がなかったためである。その後は3500のみが、1970年にディーラーとなった新東洋モータースの手によって、1975年まで輸入された。この最後の日本向け3500は右ハンドルで、昭和48年排ガス規制に対応させる改造を施した日本仕様であったが、1960年代後半の2000TCで265万円（当時）だった価格は525万円（当時）にまで上昇していた。
日本の自動車評論家・小林彰太郎は「P6」の著名なオーナーであった。彼は2000TCを、「理想の車」として、編集長を勤めた「カーグラフィック」誌上で何度も紹介した。シックな内外装と、前期型ではまだ高水準であった工作精度を持ち、シトロエンDSの影響も受け、英国車としては異例にハイギアリングだったP6は、長距離の高速巡航の機会が増えた東名高速道路全面開通（1969年）後の日本において、英国車ファンであった彼にとっては理想の存在であった。1970年に小林は実際に2000TCの新品同様の中古車を入手、75年にアルファロメオ・アルフェッタに乗り換えるまで愛用し、P6の魅力を世に説き続けた。輸入台数の割にP6の日本での知名度が高いのは、小林の「布教」にも一因がある。